# Okres Szekszárd
Okres Szekszárd (maďarsky Szekszárdi járás) je okres v Maďarsku v župě Tolna. Jeho správním centrem je město Szekszárd.

## Sídla
V okrese se nachází celkem 17 měst a obcí, jimiž jsou:
Alsónána, Alsónyék, Báta, Bátaszék, Decs, Harc, Kistormás, Kölesd, Medina, Őcsény, Pörböly, Sárpilis, Sióagárd, Szálka, Szedres, Szekszárd, Várdomb